# لکسینگتون (تنسی)
لکسینگتون(به انگلیسی: Lexington) شهری در ایالت تنسی کشور ایالات متحده آمریکا است که جمعیت آن در سرشماری سال ۲۰۱۰ میلادی، ۷٬۶۵۲ نفر بوده‌است.